# Bürgerbahn – Denkfabrik für eine starke Schiene
Die Initiative Bürgerbahn – Denkfabrik für eine starke Schiene wurde im November 2000 als Bürgerbahn statt Börsenbahn (BsB) gegründet und ist eine deutsche Organisation, die sich gegen die Privatisierung der Deutschen Bahn AG und für die Förderung einer nachhaltigen und gemeinwohlorientierten Eisenbahninfrastruktur einsetzt. Seit ihrer Gründung hat die Initiative eine aktive Rolle in der öffentlichen Debatte und in politischen Kampagnen rund um die Zukunft der deutschen Eisenbahninfrastruktur gespielt.
Nach der Trennung vom Netzwerk Bahn für Alle 2022 benannte sich die Initiative um in Bürgerbahn – Denkfabrik für eine starke Schiene.

## Gründung und Ziele

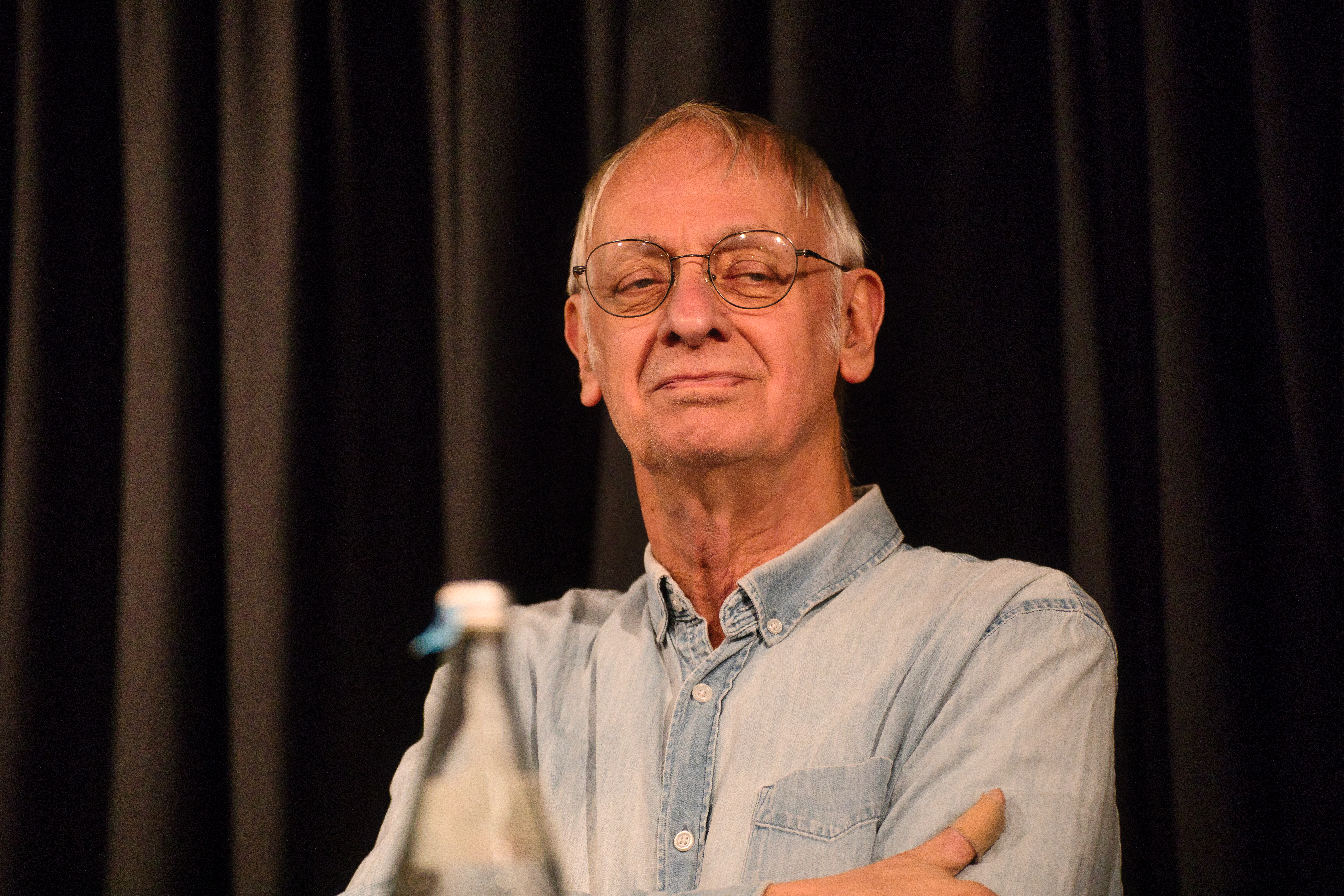
Winfried Wolf, Mitbegründer der Initiative Bürgerbahn statt Börsenbahn

Die Initiative wurde im November 2000 unter dem Namen Bürgerbahn statt Börsenbahn (BsB) gegründet. Mitbegründer war der deutsche Politiker (PDS) und Autor Winfried Wolf. Der Gründungsimpuls war die geplante Privatisierung der Deutschen Bahn AG, die zunächst von der rot-grünen Regierung unter Gerhard Schröder und später, zwischen 2005 und 2008, von der Großen Koalition unter Angela Merkel mit Verkehrsminister Wolfgang Tiefensee vorangetrieben wurde. Die Privatisierungspläne, insbesondere der angestrebte Börsengang der Deutschen Bahn, lösten bei vielen Bürgern, Fachleuten und Aktivisten erhebliche Bedenken aus. Diese bezogen sich auf die Befürchtung, dass eine kapitalmarktorientierte Ausrichtung des Bahnsektors zu Lasten der Servicequalität, der flächendeckenden Verfügbarkeit von Bahnverbindungen und der Umwelt gehen könnte.
Im Jahr 2022 erfolgte eine Neuausrichtung und Umbenennung der Initiative in Bürgerbahn – Denkfabrik für eine starke Schiene. Diese Neugestaltung war eine direkte Folge des Bruchs mit dem Bündnis Bahn für Alle und markierte den Beginn einer eigenständigen Weiterführung der Aktivitäten unter einem neuen Namen und mit einer erneuerten Grundsatzerklärung.
Die Ziele der Initiative Bürgerbahn statt Börsenbahn bzw. der Bürgerbahn – Denkfabrik für eine starke Schiene orientieren sich an den Herausforderungen, die sich aus der Verkehrspolitik und den Bedingungen des Bahnsektors in Deutschland ergeben. Ein zentrales Anliegen ist die Abkehr von einer rein profitgetriebenen Ausrichtung der Eisenbahninfrastruktur hin zu einer gemeinwohlorientierten und nachhaltigen Verkehrspolitik. Die Initiative setzt sich für eine Stärkung des Schienenverkehrs als wesentlichen Beitrag zur Verkehrswende und zum Klimaschutz ein.
In ihrer Grundsatzerklärung betont die Bürgerbahn – Denkfabrik für eine starke Schiene die dramatische Zuspitzung der Klimakrise und die kontrastierende Misere der Bahn. Die Politik von Bund und Bahn im Bereich Schiene, insbesondere hinsichtlich der Infrastruktur, wird als bedrohlich für den Schienenverkehr im Allgemeinen und den Bahnkonzern im Besonderen angesehen. Die Initiative formuliert ein Programm, das geeignet ist, den als katastrophal empfundenen Kurs zu stoppen und die Schiene zu einem zentralen Element der Verkehrswende zu machen. Dabei wird die Notwendigkeit einer Bewegung von unten, eines gemeinsamen Kraftakts von Bahninitiativen und Bahnbeschäftigten, hervorgehoben.

## Aktivitäten und Einfluss
Die Initiative hat sich durch eine aktive Öffentlichkeitsarbeit ausgezeichnet, die darauf abzielt, die Aufmerksamkeit der Öffentlichkeit und der politischen Entscheidungsträger auf die Bedeutung einer gemeinwohlorientierten und nachhaltigen Eisenbahninfrastruktur zu lenken. Ein Beispiel hierfür ist die Veröffentlichung von Pressemitteilungen zu aktuellen Themen der Verkehrspolitik, wie die Kritik an der Streichung von Finanzierungsmitteln für die Deutsche Bahn durch den Bundesverkehrsminister oder die problematische Generalsanierung von Bahnstrecken. Diese Aktivitäten dienen dazu, Missstände aufzudecken und konstruktive Vorschläge für die Verbesserung der Situation zu unterbreiten.
Ein wesentlicher Bestandteil der Arbeit der Initiative ist die Erstellung von alternativen Geschäftsberichten und kritischen Analysen zur Politik und Praxis der Deutschen Bahn AG. Diese Berichte bieten eine detaillierte Kritik an der aktuellen Unternehmenspolitik der Deutschen Bahn und schlagen konkrete Maßnahmen vor, um die Effizienz, Nachhaltigkeit und Gemeinwohlorientierung des Bahnverkehrs in Deutschland zu verbessern. Durch diese fundierte Kritik hat die Initiative einen wichtigen Beitrag zur fachlichen Debatte geleistet und die Aufmerksamkeit auf Probleme gelenkt, die sonst möglicherweise unbeachtet geblieben wären.
Die Bürgerbahn – Denkfabrik für eine starke Schiene hat erfolgreich Netzwerke mit anderen Organisationen und Initiativen gebildet, um ihre Ziele zu unterstützen und eine breitere Basis für ihre Aktivitäten zu schaffen. Die Kooperation mit Gewerkschaften, anderen Bahn- und Verkehrsinitiativen sowie umwelt- und verkehrspolitischen Organisationen hat es der Initiative ermöglicht, ihre Reichweite zu vergrößern und ihre Botschaften effektiver zu verbreiten. Diese Zusammenarbeit zeigt, wie durch gemeinsame Anstrengungen ein stärkerer Druck auf politische Entscheidungsträger ausgeübt werden kann, um positive Veränderungen im Bereich der Bahninfrastruktur und Verkehrspolitik zu bewirken.
Obwohl es schwierig ist, den direkten Einfluss der Initiative auf spezifische politische Entscheidungen zu messen, ist unbestreitbar, dass ihre kontinuierliche Arbeit und ihr Engagement zu einer erhöhten Sensibilisierung für die Themen rund um die Eisenbahninfrastruktur und Verkehrspolitik geführt haben. Durch die Bereitstellung von Fachwissen, die Organisation von Kampagnen und die Bildung von Koalitionen hat die Bürgerbahn – Denkfabrik für eine starke Schiene dazu beigetragen, die öffentliche und politische Debatte zu beeinflussen und die Notwendigkeit einer gemeinwohlorientierten und nachhaltigen Gestaltung des Eisenbahnverkehrs in Deutschland zu unterstreichen.

## Kritik und Herausforderungen
Die Initiative steht vor erheblichem Widerstand von politischen und wirtschaftlichen Akteuren, die eine Privatisierung der Deutschen Bahn unterstützen oder von ihr profitieren würden. Die Kritik der Initiative an Großprojekten wie Stuttgart 21 und der Generalsanierung von Bahnstrecken, die sie als zum Nutzen der Bahnindustrie und zum Schaden für die Fahrgäste betrachtet, stößt auf Gegenwind von Seiten der Politik und der Bahnindustrie. Diese Akteure verfügen über erhebliche Ressourcen und Einflussmöglichkeiten, um ihre Interessen durchzusetzen, was die Durchsetzungsfähigkeit der Initiative einschränkt.
Die Initiative kämpft auch mit der Herausforderung, in den Medien und in der öffentlichen Wahrnehmung sichtbar zu sein und ihre Botschaften effektiv zu kommunizieren. Trotz der Veröffentlichung von Pressemitteilungen und der Organisation von Kampagnen ist es schwierig, eine breite Öffentlichkeit zu erreichen und die notwendige Aufmerksamkeit für ihre Anliegen zu generieren.
Wie viele zivilgesellschaftliche Organisationen leidet auch die Bürgerbahn – Denkfabrik für eine starke Schiene unter einer Knappheit an finanziellen und personellen Ressourcen. Diese Einschränkungen beeinträchtigen ihre Fähigkeit, umfangreiche Kampagnen zu führen, detaillierte Forschungsarbeiten zu betreiben und eine ständige Präsenz in politischen und öffentlichen Foren zu halten.
Innerhalb der Initiative kann es zu Meinungsverschiedenheiten über die beste Strategie zur Erreichung der gemeinsamen Ziele kommen. Diese Differenzen betreffen oft die Frage, wie radikal oder moderat die Initiative in ihrer Kritik und ihren Forderungen sein sollte. Solche internen Konflikte können die Einheit und Effektivität der Gruppe beeinträchtigen.
Einige Kritiker argumentieren, dass die Initiative zwar wichtige Themen anspricht, ihre Ansätze jedoch nicht immer effektiv sind, um realen politischen oder gesellschaftlichen Wandel herbeizuführen. Es wird behauptet, dass die Initiative möglicherweise zu sehr auf ideologischen Positionen beharrt, anstatt pragmatische Lösungen zu verfolgen, die breitere Unterstützung finden könnten.

## Zukunftsperspektiven
Die Zusammenarbeit mit anderen Organisationen und Initiativen bleibt ein zentraler Bestandteil der Strategie der Bürgerbahn. Durch die Kooperation mit Gewerkschaften, Umwelt- und Verkehrsinitiativen sowie anderen Bürgerbewegungen kann die Initiative ihre Ressourcen bündeln und ihre Botschaften verstärken. Diese Netzwerke sind besonders wichtig, um auf politische Entscheidungen Einfluss zu nehmen und breitere Unterstützung für die Ziele der Initiative zu mobilisieren.
Die politische Landschaft in Deutschland, insbesondere die Diskussionen um die Privatisierung der Deutschen Bahn und die Investitionen in die Infrastruktur, wird weiterhin eine Herausforderung darstellen. Die Initiative muss sich in einem Umfeld behaupten, das von starken wirtschaftlichen Interessen und einer oft zögerlichen politischen Unterstützung für gemeinwohlorientierte Verkehrskonzepte geprägt ist. Die Fähigkeit, effektive Advocacy- und Lobbyarbeit zu leisten, wird entscheidend sein.
Die Initiative wird weiterhin eine aktive Rolle in der öffentlichen Debatte spielen müssen, um die Dringlichkeit einer gemeinwohlorientierten Verkehrspolitik zu unterstreichen. Die Nutzung digitaler Plattformen und Medien zur Verbreitung ihrer Botschaften und zur Mobilisierung der Öffentlichkeit wird eine wichtige Rolle spielen. Insbesondere die jüngeren Generationen, die zunehmend umweltbewusst sind und alternative Verkehrslösungen fordern, könnten wichtige Verbündete sein.
Die Entwicklung langfristiger Visionen für eine nachhaltige und bürgerfreundliche Eisenbahninfrastruktur, wie sie in verschiedenen Publikationen und Stellungnahmen der Initiative zum Ausdruck kommt, wird weiterhin ein Kernbestandteil ihrer Arbeit sein. Die Herausforderung wird darin bestehen, diese Visionen in praktische und umsetzbare Vorschläge zu übersetzen, die sowohl politisch als auch gesellschaftlich breite Unterstützung finden können.